# ساحة أم البروم
ساحة أم البروم، هي ساحة في البصرة، وتعتبر من معالمها الشهيرة، اشتق اسمها من كلمة «برم» وهو القدر الكبير فقد نصب الحاج محمود باشا الملاك (أحد وجهاء البصرة) خلال المجاعة الكبيرة التي حدث في عام 1875م، قدور كبيرة لأجل إطعام الناس الجياع، وسميت منذ ذلك الحين «ام البروم».
كانت هذهِ الساحة مقبرة لأهالي العشار، والمناطق القريبة منها، وبعد التطور الكبير لمدينة العشار حدا بالحكومة إلى منع الدفن بالمقبرة عام 1933م، وفي عهد متصرف لواء البصرة آنذاك تحسين علي أزيلت المقبرة نهائيا، واقيمت مكانها حديقة سميت حديقة الملك غازي، والتي تمتد إلى نهر الخندق، ثم سميت حديقة الشعب بعد ذلك، ولكن البناء والزحف العمراني أنهى الحديقة لتقام مكانها مجموعة من الكراجات تابعة إلى البلدية ومبنى «الاتصالات».
كانت ساحة أم البروم ملتقى عدة طرق كما كانت الساحة تزدحم بالمحلات ودور السينما مثل سينما الكرنك وسينما الوطني قبل أنتقالها إلى شارع الوطن وكذلك سينما «الحمراء الشتوي» وسينما الأندلس الصيفي وغيرها.
شهدت الساحة العديد من الأحداث السياسية فكان موقعها هو المكان الذي أنزل فيهِ الجيش البريطاني قواتهِ أثناء أحداث ثورة مايس في عام 1941، كما شهدت الساحة تظاهرات عامة عام 1948 على أثر ابرام معاهدة بورتسموث، وكذلك تظاهرات عام 1953 ضد البريطانيين وتظاهرات عمال النفط في عام 1954 وغيرها من الأحداث.